# 2000 Light Years from Home
«2000 Light Years From Home» —en español: «A 2000 años luz de casa»— es una canción de la banda británica de rock The Rolling Stones del álbum Their Satanic Majesties Request de 1967 y fue escrita por la dupla Jagger/Richards. Aunque el disco de corte psicodélico fue un relativo fracaso, esta pieza es conocida por su atmósfera espacial y el uso del mellotrón en ella. Jagger la escribió mientras estaba detenido en la cárcel de Brixton por tenencia de drogas en junio de 1967.
Se publicó en Estados Unidos como el Lado B del sencillo «She's A Rainbow». En Alemania fue lanzado como sencillo y trepó hasta el puesto número 5.
La canción hizo frecuentes apariciones en vivo durante el Steel Wheels/Urban Jungle Tour de 1990. Después de desaparecer completamente de las listas por 23 años, los stones la interpretaron nuevamente en vivo el 29 de junio de 2013 en el festival de Glastonbury, en el Reino Unido. 
Esta canción es utilizada en la película Men in Black 3.

## Personal
Acreditados:
- Mick Jagger: voz, coros, percusión
- Brian Jones: mellotrón
- Keith Richards: guitarra eléctrica, coros
- Bill Wyman: bajo
- Charlie Watts: batería

- Nicky Hopkins: piano

## Posicionamiento en las listas
| Listas (1968)               | Posición |
| --------------------------- | -------- |
| Alemania (Media Control AG) | 5        |

## Versiones de otros artistas
Entre los artistas que han grabado su propia versión de "2000 Light Years From Home" se encuentran la banda de post-punk The Danse Society, el grupo de metal Grave Digger y el de stoner rock Monster Magnet (versión disponible en su álbum 4 Way Diablo del año 2007).